# Самот
Самот (уроджений Томас Тормодсетер Геуґен; норв. Tomas Thormodsæter Haugen; нар. 9 червня 1974, Гаммерфест, Норвегія) — норвезький гітарист і мультиінструменталіст, музикант в жанрі блек-метал. Добре відомий своєю виразною гітарною роботою і грою на барабанах у гурті Emperor, а також заснуванням дез-метал-гурту Zyklon.
Як і низка інших музикантів ранньої норвезької блек-метал-сцени, Самот брав участь у серії підпалів церков в першій половині 1990-х років. У 1994 році за спалення церкви в Шоллі його засудили до тюремного терміну, який він відбував з 1995 по 1996 роки.

## Життєпис
Народився 9 червня 1974 року в Гаммерфесті в сім'ї бас-гітариста Spoonful of Blues Єнса Геуґена, який заохотив свого сина до гри на бас-гітарі. В юності познайомився з колегою-музикантом, який пізніше став відомим як Ihsahn, у рок-клініці в Бергені. Незабаром вони потоваришували і почали грати разом. Вони створили гурт і перебрали кілька назв — Dark Device, Xerasia і, зрештою, Embryonic. Врешті-решт гурт зупинився на назві Thou Shalt Suffer у 1991 році. Вони грали ранню форму блек-металу з клавішними під сильним впливом дез-металу, особливо це стосувалося вокалу.
Частково через вплив Євронімуса з гурту Mayhem, Самот покинув Thou Shalt Suffer і разом з Ісаном почав писати музику для нового гурту під назвою Emperor, в якому він грав на барабанах. Ihsahn став єдиним учасником Thou Shalt Suffer і незабаром до складу Emperor увійшли басист Mortiis і барабанщик Faust. Самот повернувся на свою більш звичну гітарну позицію. На той момент гурт грав повністю сформований блек-метал. Emperor швидко випустили кілька демо-записів у 1992 і 1993 роках, які принесли їм визнання і популярність в андеграунді. Mortiis не залишився у гурті і вирішив створити власний, більш електронний сольний гурт. Його наступником став Tchort.
У 1994 році Самот був засуджений до 16 місяців тюремного ув'язнення за підпал церкви в с. Шолл (Skjold; Віндаф'юр, Ругаланн) разом із Варгом Вікернесом. Підпал вчинили під час паузи в записі міні-альбому Burzum Aske, де Самот виступав сесійним басистом. Оскільки Tchort і Faust також були ув'язнені в цей час, Ihsahn був єдиним учасником гурту, який залишився на волі, і Emperor не випустили жодного альбому протягом трьох років. Tchort і Faust згодом покинули в'язницю, але разом з тим в гурт не повернулися.
Після багатьох років виступів у складі Emperor і участі у різних блек-метал сайд-проєктах, Самот і Ihsahn вирішили розпустити Emperor у 2001 році через розбіжності у музичних уподобаннях. Хоча блек-метал був найбільшим впливовим і улюбленим жанром музики як для Самота, так і для Ihsahn, Самот схилявся до футуристичного звучання дез-металу, в той час, як Ihsahn був більш схильний до прогресивного металу і симфо-металу. Після фінального релізу Emperor, Prometheus: The Discipline of Fire & Demise, повністю написаного Ihsahn, Emperor більше не існує. Самот продовжив грати на гітарі з колегою-барабанщиком Trym у дез-метал-гурті Zyklon.
У 2006 році Emperor перегрупувалися з основним тріо в складі Ihsahn, Самота і Trym, доповненим басистом і клавішником, відігравши кілька одноденних концертів у Європі та США у 2006 і 2007 роках.

## Особисте життя
Самот був двічі одружений. Його перша дружина, Андреа Маєр (Небель), яка виступала під псевдонімом Nebelhexë, писала музику і малювала. У 1997 році у них народилася дочка, але згодом пара розлучилася. 2021 року Андреа була вбита під час теракту в Конгсберзі. У вересні 2005 року Самот одружився вдруге з жінкою з Канади, на ім'я Ерін, у 2008 році у пари народилася донька. Крім музики Томас працює в галузі графічного дизайну. Він досі дружить з Ihsahn.

## Дискографія

### Thou Shalt Suffer
- Into the Woods of Belial (демо, 1991) — гітара;
- Open the Mysteries of Your Creations (демо, 1991) — гітара.

### Emperor
- Wrath of the Tyrant (демо, 1992) — ударні;
- Emperor / Hordanes Land (спліт з Enslaved, 1993) — гітара;
- As the Shadows Rise (EP, 1994) — гітара;
- In the Nightside Eclipse (LP, 1994) — гітара;
- Reverence (EP, 1997) — гітара;
- Anthems to the Welkin at Dusk (LP, 1997) — гітара;
- Thorns Vs. Emperor (спліт, 1999) — гітара і бас-гітара;
- IX Equilibrium (LP, 1999) — гітара;
- Prometheus: The Discipline of Fire & Demise (LP, 2001) — гітара.

### Zyklon
- World ov Worms (LP, 2001) — гітара і бас-гітара;
- Aeon — (LP, 2003) — гітара;
- Disintegrate (LP, 2006) — гітара;
- Valfar, Ein Windir — (LP, 2006) — гітара у пісні «Destroy».

### SCUM
- Gospels for the Sick (EP, 2005) — гітара.

### The Wretched End
- Ominous (LP, 2010) — гітара;
- In These Woods, from These Mountains (LP, 2016) — гітара.

### Сесійні роботи

#### Ildjarn
- Seven Harmonies of Unknown Truths (демо, 1992) — вокал.

#### Burzum
- Aske (EP, 1992) — бас-гітара.

#### Gorgoroth
- Pentagram (LP, 1994) — бас-гітара.

#### Satyricon
- The Shadowthrone (LP, 1994) — бас-гітара.

#### Zyklon-B
- Blood Must Be Shed (EP, 1994) — гітара.

#### Arcturus
- Constellation (EP, 1995) — гітара.

#### Ulver
- Themes from William Blake's The Marriage of Heaven and Hell (LP, 1998) — вокал у пісня «A Song of Liberty Plates 25-27».